# Télévision IP
Ne doit pas être confondu avec Web TV.
 (janvier 2022).
Si vous disposez d'ouvrages ou d'articles de référence ou si vous connaissez des sites web de qualité traitant du thème abordé ici, merci de compléter l'article en donnant les références utiles à sa vérifiabilité et en les liant à la section « Notes et références ».

Pays où la télévision IP est disponible en 2022.

La télévision IP, télévision sur IP ou IPTV (de l'anglais « Internet Protocol Television ») est une forme de télévision diffusée sur un réseau utilisant l'Internet Protocol.
Il peut s'agir d'une offre proposée par un fournisseur d'accès à Internet, d'un service de vidéo à la demande ou d'une application Android possiblement incluse dans un téléviseur connecté. Il existe également des services illégaux par le biais d'applications Android ou d'un décodeur TV.

## Caractéristiques
Le terme « IPTV » englobe la télévision en direct, la vidéo à la demande (en anglais Video on Demand ou VoD), le jeu à la demande (en anglais Game on Demand, GoD ou Cloud Gaming) et la télévision de rattrapage (en anglais « catch-up TV »). Les méthodes de communication sont diverses. La télévision en direct utilise une solution IP multicast, ce qui permet d'envoyer les informations une seule fois pour plusieurs personnes. La VoD et la télévision de rattrapage utilisent une solution IP unicast (une seule destination pour ces flux).
L'IPTV utilise la même infrastructure que l'accès Internet, mais avec une bande passante réservée.
En France, l'IPTV est souvent fournie avec l'offre d'abonnement Internet haut débit et fonctionne à l'aide d'un décodeur TV,. Les fournisseurs parlent d'offre triple-play (Internet, téléphonie, télévision).
L'IPTV peut aussi être déployé dans les collectivités privées, en effet, cela permet à un hôtelier, hôpital, ou une résidence de vacances de pouvoir proposer un bouquet de chaînes en IPTV ainsi qu'une gamme de services facturables et à la demande, l'établissement proposant ce réseau est considéré comme opérateur télécom.

## Histoire
En 1995, la société Precept Software commercialise le produit IP/TV. La société, rachetée en 1995 par Cisco, devient une marque.
En septembre 1999, Kingston Communications, un opérateur régional anglais, lance l'offre KIT (Kingston Interactive Television) comprenant un service IPTV et de Vod sur l'ADSL.
Cette même année, NBTel fut la première société à déployer l'IPTV sur l'ADSL au Canada, utilisant l'Alcatel 7350 DSLAM et le middelware créé par iMagicTV. Le service fut commercialisé sous l'appellation VibeVision avant d'être développé début 2000 sous le nom de Nova Scotia, peu après la fusion de NBTel avec Aliant. iMagic TV fut vendu par la suite à Alcatel.
En 2002, SaskTel fut la deuxième société à déployer l'IPTV au Canada, utilisant la plate-forme ADSL de Lucent Stinger. Elle deviendra en 2006 la première entreprise nord américaine à proposer des chaînes de télévision haute définition sur le service IPTV.
En avril 2002, en France, le président du groupe TF1 Patrick Le Lay signe après plusieurs mois de négociation avec le FAI Free une lettre d'intention. Cette lettre porte sur la mise en place d'une expérimentation à Paris et sur l'étude de faisabilité d'un service de télévision par ADSL et d'un service de vidéo à la demande. Le 18 septembre 2002, Free lance la première TV ADSL en France proposant des chaînes divisées en deux familles : accès gratuit (26) et accès payant (28). Les chaînes en option sont vendues soit par bouquet, soit à l'unité sans durée d'engagement.
En 2002, TF1 et 9Telecom lancent une offre expérimentale de TV par ADSL en France, DreamTV. Début 2003, une dizaine de foyers installés dans le XVe arrondissement de Paris et à Boulogne-Billancourt sont raccordés à Dream TV.
En 2003, Total Access Network Inc lance son service d'IPTV, comprenant une centaine de stations [IPTV gratuites] à travers le monde. Ce service sera utilisé dans 100 pays et dans 26 langues.
En 2005, Bredbandsbolaget (en) est le premier diffuseur à lancer un service IPTV en Suède. Toutefois depuis 2009, il n'est plus le premier fournisseur du pays, rejoint par TeliaSonera.
En 2006, AT&T lance aux États-Unis son service IPTV U-Verse, comprenant une tête de réseau nationale et des bureaux de service régionaux pour la vidéo. Ce service délivre alors plus de 300 chaînes dans onze villes, et plus encore à partir de 2007. En mars 2009, AT&T annonce que U-Verse s'étend à plus de cent chaînes haute définition supplémentaires. En plus d'utiliser le protocole Internet, AT&T a construit un réseau IP privé exclusivement réservé au flux vidéo.
En 2007, TPG devient le premier FAI à lancer l'IPTV en Australie. En complément de son offre ADSL2+, ce service est gratuit et offre désormais 45 chaînes à accès libre au niveau local et un certain nombre de chaînes internationales.
En 2010, CenturyLink, après l'acquisition d'Embarq (2009) et d'Owest (2010), s'implante dans cinq marchés américains avec son service IPTV Prism.
En 2013, Ericsson rachète la filiale IPTV de Microsoft.

## Technologies

### Architecture

#### Éléments
- TV tête de réseau : où les chaînes live sont encodées et diffusées sous forme de flux IP multicast (ou « multidiffusion »)
- Plateformes VOD : où les éléments des vidéos à la demande sont stockés et sollicités quand un utilisateur transmet une demande sous la forme d'un flux IP unicast
- Portail interactif : permet à l'utilisateur de naviguer sur les différents services de la TV IP, comme le catalogue VOD
- Réseau de distribution : le réseau d'échange de paquets transportant les paquets IP (unicast et multicast)
- L'entrée domicile : la partie de l'équipement au domicile de l'utilisateur qui limite le code d'accès au réseau de distribution
- La box : sert à décoder et déchiffrer les contenus TV et VOD pour les diffuser sur l'écran télé

#### Architecture d'un serveur vidéo
Selon l'architecture du réseau du fournisseur de services, il existe deux grands types d'architectures principalement utilisées dans le déploiement de la télé IP : centralisée ou distribuée.
Le modèle d'architecture centralisée est une solution relativement simple à gérer. Par exemple, la plupart des contenus étant stockés sur des serveurs centralisés, il n'est pas nécessaire d'avoir recours à un système de distribution de contenu complet.
L'architecture centralisée est suffisante pour un réseau fournissant des services VOD relativement simples, possède des bandes passantes centrales et périphériques adaptées et un réseau de distribution de contenu efficace.
Bien que l'architecture distribuée soit aussi évolutive que le modèle centralisé, elle présente cependant des avantages dans l'utilisation des bandes passantes ainsi que ses propres options de gestion du système, essentielles dans la gestion d'un important réseau de serveur.
Les opérateurs prévoyant de déployer un système relativement large doivent en amont et dès le départ penser à implanter un modèle d'architecture distribuée. Ce type d'architecture requiert des technologies de distribution intelligentes et sophistiquées permettant une efficace diffusion des contenus multimédias sur le réseau du fournisseur de services.

### xDSL
Les principales contraintes de la télévision par xDSL concernent l'exploitation du débit nécessaire pour véhiculer un flux d'images vidéo (de 1,5 à 6 Mbit/s variable selon le type d'images et la résolution vidéo) et celui d'un flux issu d'une simple navigation sur le web (quelques pages par minute). La télévision exige une capacité importante et une gestion dynamique pour la sélection et le traitement des différents flux vidéo, audio, images fixes, données, texte, etc. Cependant, l'arrivée des normes évoluées d'Internet à haut débit telles l'ADSL2+ ou les liaisons à fibre optique, autorisent jusqu'à la transmission de signaux HD TV, avec un débit théorique en réception chez l'usager, pouvant dépasser 20 Mbit/s dans les meilleures configurations.
Le flux audio vidéo étant numérisé les protocoles de diffusion font partie des protocoles de transmission compatible IP tel que Digital Video Broadcasting (DVB), Diffusion audio numérique (DAB), streaming.
En pratique l'utilisateur doit s'abonner à un FAI ADSL haut débit (ou VDSL). L'accès aux services TV par ADSL se fait alors soit par un boîtier spécifique compatible ADSL Triple Play, soit par l'utilisation d'un logiciel client (Live media plugin), VLC media player (VLC) compatible avec la technologie serveur implémentant un protocole d'accès et de diffusion VideoLAN, Internet Protocol Television (IPTV).
La vidéo à la demande (VàD, VsD ou VoD) se base sur le protocole Real Time Streaming Protocol (RTSP) tandis que la TV se base sur la version 2 du protocole Internet Group Management Protocol (IGMP).

## Évolution de l'utilisation
Le trafic Internet entrant et sortant en France connaît une augmentation significative. Le trafic entrant vers les principaux FAI a augmenté de plus de 25% en un an, atteignant 35,6 Tbit/s fin 2021. Le trafic sortant a également augmenté de 12,5%, atteignant plus de 2,9 Tbit/s. L'asymétrie entre ces deux types de trafic a augmenté, principalement en raison de la consommation croissante de contenu multimédia, tels que le streaming vidéo et audio, ainsi que les téléchargements de fichiers volumineux.
En ce qui concerne la répartition du trafic, cinq fournisseurs, dont Netflix, Google, Akamai, Facebook et Amazon, représentent 51% du trafic vers les clients des principaux FAI en France. Cette concentration accrue met en évidence la position dominante de ces acteurs sur le marché du contenu. Netflix en particulier consomme 20% du trafic Internet en France en 2021, accentuant ainsi l'écart avec les autres fournisseurs de contenu.

## Avantages et inconvénients
La technologie IP permet de partager l'interface avec d'autres applications (Internet, VOIP). De plus, des codecs de plus en plus performants (MPEG-2, MPEG-4 et HEVC) permettent d'optimiser la consommation de la bande passante.
Le réseau IP permet ainsi de diffuser davantage de contenus et de fonctionnalités. Dans un réseau TV classique ou satellite, ayant recours à la technique de diffusion vidéo, l'ensemble des contenus est constamment proposé à l'utilisateur qui les sélectionne ensuite dans son décodeur. Il peut alors choisir parmi une variété d'options alors que l'opérateur télécom, par transmission hertzienne, câble ou satellite, alimente en permanence les canaux de distribution.
Le réseau IP quant à lui, fonctionne différemment : les contenus restent dans le réseau, et seuls ceux sélectionnés par l'utilisateur lui sont envoyés. Ceci permet de libérer de la bande passante et de ne pas limiter le choix de l'utilisateur à la taille du canal de distribution.
Seules les chaînes regardées sont envoyées sur le réseau IP grâce au multicasting contrairement à la VOD où la vidéo est envoyée en unicast et donc la bande passante est utilisée pour chaque téléspectateur.
Comme toutes les technologies sur IP, l'opérateur « identifie » ce que vous regardez et quand vous le regardez, ce qui peut poser un problème au niveau de la vie privée. Bien que l'IPTV soit une technologie tout a fait légale, elle reste un sujet qui fait débat en France et dans d'autres pays car cette technologie permet de faciliter le piratage des flux et de donner accès à du contenu contrefait ou illégal.

### Interactivité
La plateforme IP permet également une réelle expérience de visionnage interactive et personnalisée. Par exemple, le fournisseur peut ajouter un guide des programmes interactif permettant aux utilisateurs de lancer une recherche par titre ou par acteur. Ou encore, la fonctionnalité Picture in Picture (PiP) permettant de regarder une deuxième chaîne sur l'écran de télévision. De cette façon, les téléspectateurs peuvent consulter les statistiques des joueurs tout en regardant le match ou encore choisir l'angle de la caméra. Ils peuvent également accéder aux musiques et photos stockées sur leurs ordinateurs directement depuis leur télévision, utiliser un téléphone mobile pour programmer l'enregistrement d'une émission, ou régler le contrôle parental.
Tout cela est rendu possible grâce à l'existence de réseaux terrestres, satellites et câbles associés à des décodeurs sophistiqués. Afin qu'une interaction puisse être établie entre le récepteur et l'émetteur, une chaîne parallèle est nécessaire. Pour cette raison, les réseaux de télévision terrestres, satellites et câblés seuls ne permettent pas l'interactivité. Toutefois, l'interactivité via ces réseaux est rendue possible par l'utilisation combinée de réseaux TV et de réseaux de données comme Internet ou un réseau de communication mobile.

## Développements
Le développement de l'accès à Internet à très haut débit (THD offrant des débits pouvant aller jusqu'à 1 000 Mbit/s) via des liaisons en fibre optique (FTTH, FTTB ou FTTLA) offre de nouvelles possibilités pour la télévision sur IP que l'accès par ADSL ne permet pas, sauf pour les privilégiés situés à proximité de leur NRA ou d'un DSLAM et qui jouissent d'un débit VDSL élevé de 22 à 100 Mbit/s.
Les services de télévisions sur IP déjà disponibles ou annoncés sont :
- plus de chaînes en haute définition (HD) ;
- des chaînes en 3D stéréoscopique ;
- la vidéo à la demande (VOD) en HD et aussi en 3D ;
- des chaînes événementielles : tournoi de tennis de Roland Garros... ;
- des chaînes de complément: sélection par le spectateur de l'angle de vue (par exemple : choix de suivre un concurrent en particulier sur un Grand Prix de Formule 1 ou une régate).